# داود يوسفاني
داود أفندي اليوسفاني (1854- 1923)، هو سياسي مسيحي عثماني ثم عراقي. عاش طيلة حياته عازبا، كانت داره في الموصل في محلة الرابعية قرب مدرسة شمعون الصفا (بابل حاليا).

## ولادته وأعماله
ولد داود بن عبد الرحيم يوسفاني في الموصل عام 1854، لأسرة مسيحية ودرس في مدارس الموصل، وعمل في محكمة استئناف الموصل في فترة الدولة العثمانية ثم انتخب عضوا أو مبعوثا عن الموصل مع محمد علي فاضل آل عبد الحافظ في مجلس المبعوثان عام 1908، وظل نائبا في المجلس حتى عام 1914. ساهم مع النواب العرب في تشكيل تكتل برلماني عربي، وأصدر جريدة «تنظيمات» عام 1911.
أسهم كذلك في تاسيس «الحزب الحر المعتدل» سنة 1909، وضم الحزب مجموعة من النواب العرب كان أبرزهم داود يوسفاني مبعوث الموصل، وسليمان البستاني مبعوث دمشق ونافع الجابري مبعوث حلب، وكان لهذا الحزب فرع في الموصل أسسه يوسفاني ومحمد علي فاضل آل عبد الحافظ. وفي عام 1911، ساهم مع الأحزاب المعارضة في مجلس المبعوثان في التجمع في حزب واحد تحت اسم «حزب الائتلاف الحر» وهو الذي أصبح يسمى «حزب الحرية والائتلاف».
قال الأستاذ الدكتور محمد مظفر الأدهمي في كتابهِ: (المجلس التأسيسي العراقي) إن داود يوسفاني أصبح بعد الاحتلال البريطاني واندلاع ثورة 1920 الكبرى ومطالبة العراقيين بتشكيل دولة عراقية مستقلة عضوا في لجنة الانتخابات العراقية التي عقدت جلستها الأولى يوم 6 من آب 1920 وذلك للنظر في سن الدستور وانعقاد المجلس التأسيسي، وكان من أعضاء اللجنة طالب النقيب وسليمان فيضي وجميل صدقي الزهاوي، وبعد تشكيل المجلس التأسيسي صار عضوا فيه.
وفي أول حكومة عراقية شكلها السيد عبد الرحمن الكيلاني كذلك (للفترة من 12 أيلول 1921 وحتى 19 آب 1922)، شغل داود يوسفاني منصب وزير دولة وكان يسمى أنذاك «وزيرا بلا وزارة».

## وفاته
توفى داود يوسفاني في مدينة الموصل في 21 تموز 1923.